# Terra Um (Selo da DC Comics)

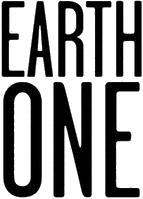
Logo oficial

Terra Um (no original: Earth One) é uma linha de romances gráficos publicados pela DC Comics que reconta as primeiras aventuras de vários personagens da editora. Os títulos da série se passam em uma nova Terra Um (sem nenhuma relação com a antiga Terra 1 que é pertencente às versões dos heróis da Era de Prata), e sendo assim é separado do Universo DC, fazendo com que as histórias fiquem livres das restrições de continuidade. A série foi lançada com Superman: Terra Um, publicada em 27 de outubro de 2010.

## Premissa
Terra Um é uma série de romances gráficos com modernizações dos personagens da DC Comics, trazendo uma reinterpretação dos personagens e de suas histórias para o público do século 21. Assim, os autores tem liberdade de criar histórias sem precisar seguir a cronologia oficial.

## Séries
- Superman: Terra Um
  - Volume Um (novembro de 2010 nos Estados Unidos e janeiro de 2013 no Brasil, história de J. Michael Straczynski e arte de Shane Davis)
  - Volume Dois (novembro de 2012 nos Estados Unidos e setembro de 2015 no Brasil, história de J. Michael Straczynski e arte de Shane Davis)
  - Volume Três (fevereiro de 2015 nos Estados Unidos e abril de 2018 no Brasil, história de J. Michael Straczynski e arte de Ardian Syaf)[2]

- Batman: Terra Um
  - Volume Um (julho de 2012 nos Estados Unidos e dezembro de 2013 no Brasil, história por Geoff Johns e arte de Gary Frank)
  - Volume Dois (maio de 2015 nos Estados Unidos e dezembro de 2016 no Brasil, história de Geoff Johns e arte de Gary Frank)
  - Volume Três (a ser anunciado, história de Geoff Johns, a arte de Gary Frank)[3]

- Jovens Titãs: Terra Um 
  - Volume Um (novembro de 2014 nos Estados Unidos e julho de 2020 no Brasil, história por Jeff Lemire e arte por Terry Dodson)
  - Volume Dois (agosto de 2016 nos Estados Unidos e ainda a ser publicado no Brasil, história por Jeff Lemire e arte de Andy McDonald)

- Mulher-Maravilha: Terra Um
  - Volume Um (abril de 2016 nos Estados Unidos e janeiro de 2017 no Brasil, história de Grant Morrison e arte por Yanick Paquette)
  - Volume Dois (agosto de 2018 nos Estados Unidos e abril de 2020 no Brasil, história de Grant Morrison e arte por Yanick Paquette)[4]

- Lanterna Verde: Terra Um
  - Volume Um (março de 2018 nos Estados Unidos, história por Gabriel Hardman e Corinna Bechko, arte por Gabriel Hardman)[5]
  - Volume Dois (agosto de 2020 nos Estados Unidos, história por Gabriel Hardman e Corinna Bechko, arte por Gabriel Hardman)

- Aquaman: Terra Um
  - Volume Um (a ser anunciado, história e arte de Francis Manapul)[6]

- The Flash: Terra Um
  - Volume Um (a ser anunciado, história por J. Michael Straczynski)